# Allau humana de Seül
L'allau humana de Seül va ser una caterva mortal ocorreguda el 29 d'octubre del 2022 durant un festival de Halloween al barri d'Itaewon a Seül, a Corea del Sud. Va causar almenys 156 morts i en van sortir 151 persones ferides. Es tracta del desastre humà més greu que ha tingut lloc en aquest Estat des de l'enfonsament de l'MV Sewol el 2014.

## Antecedents
Unes 100 000 persones van assistir al festival halloweenià d'Itaewon, el primer d'aquesta temàtica a la regió sense màscara d'ençà de l'esclat de la pandèmia de COVID-19.

## Incident
Segons la versió oficial, l'aglomeració de la multitud va produir-se al llarg d'un carrer estret prop del Hamilton Hotel.

## Conseqüències
D'acord amb les autoritats de Seül, hi van morir 156 persones i 151 van sortir-ne ferides. L'Agència Nacional de Bombers i el Ministeri d'Interior i Seguretat van afirmar que vers 100 individus van resultar ferits i 50 van haver de rebre atenció mèdica per aturada cardíaca. Els cossos van ser coberts per flassades blaves amb l'ajut d'altres ciutadans i els paramèdics van realitzar reanimació cardiopulmonar als afectats. Alguns cossos van ser transportats per una quantitat ingent d'ambulàncies. El cos de bombers de Yongsan va assegurar que el nombre de morts podria haver augmentat perquè moltes de les víctimes van ser transportades a hospitals arreu de la ciutat.
| Nacionalitat    | Nombre de morts |
| --------------- | --------------- |
| Corea del Sud   | 128             |
| Iran            | 5               |
| R.P. de la Xina | 4               |
| Rússia          | 4               |
| Japó            | 2               |
| Estats Units    | 2               |
| Austràlia       | 1               |
| Àustria         | 1               |
| Kazakhstan      | 1               |
| França          | 1               |
| Noruega         | 1               |
| Sri Lanka       | 1               |
| Tailàndia       | 1               |
| Uzbekistan      | 1               |
| Vietnam         | 1               |
| Desconeguda     | 1               |
| Total           | 154             |

## Resposta
Un missatge d'alarma va ser emès per telefonia mòbil a Yongsan per a demanar que tothom marxés immediatament a casa seva per causa d'una «emergència prop del Hamilton Hotel a Itaewon». L'Agència Nacional de Bombers va anunciar que 400 equips d'emergència de tot Corea del Sud van ser enviats pels fets.
L'alcalde de Seül, Oh Se-hoon, que estava de viatge a Europa, va retornar a la ciutat pels fets. El president de Corea del Sud, Yoon Suk-yeol, va participar en una reunió informativa d'emergència relativa a la tragèdia. Més tard, en un comunicat, va asseverar que les autoritats han de «garantir un tractament ràpid als ferits i la seguretat de l'espai festiu ha de ser revisada.»